# Борба титана (филм из 1981)
Борба Титана (енгл. Clash of the Titans) је амерички авантуристички филм из 1981. године. Митолошки јунак Персеј мора да пронађе Медузу, како би уз помоћ њене главе која претвара у камен, савладао џиновског Кракена. Године 2010. снимљен римејк филма, са Семом Вортингтоном у улози Персеја. Филм је био једанаести комерцијално најуспешнији филм 1981. године.

## Улоге
| Глумац         | Улога     |
| -------------- | --------- |
| Хари Хејмлин   | Персеј    |
| Меги Смит      | Тетида    |
| Клер Блум      | Хера      |
| Лоренс Оливије | Зевс      |
| Урсула Андрес  | Афродита  |
| Пет Роуч       | Хефест    |
| Џуди Боукер    | Андромеда |